# André Pomme
Pour les articles homonymes, voir Pomme (homonymie).
André Pomme, dit Pomme l'Américain, né le 23 mars 1756 à Arles, mort le 23 décembre 1842 dans la même ville, est un ecclésiastique défroqué, colon esclavagiste en Guyane et homme politique français.

## Biographie

### Famille bourgeoise
André Pomme naît 23 mars 1756 à Arles, dans la généralité de Provence. Il est le fils de Thérèse Barbaroux et du médecin Pierre Pomme, docteur de la faculté de Montpellier (né à Arles vers 1732, mort dans la même ville le 7 avril 1814),,.

### Carrière ecclésiastique
Ses parents le destinent à l'état ecclésiastique, et présentent en 1765, alors qu'il est âgé de neuf ans, sa candidature aux fonctions de chapelain de l'Ordre de Malte, moyennant le paiement de la somme de deux mille livres. Depuis 1615, la confrérie avait une antenne à Arles, dans les actuels locaux du Musée Réattu.
Après avoir fait son séminaire à Paris, il devient chanoine à Noyon, puis chapelain de Sainte-Marie du Temple à Paris.

### Installation en Guyane
En 1783, André Pomme devient franc-maçon et est reçu à la Loge de la Vertu persécutée, présidée par le marquis Charles d'Aigrefeuille. Au même moment, il quitte l'Ordre de Malte et part peu après pour la colonie française de Guyane. Son père lui remet 6 000 livres de viatique pour aider à son établissement. Là-bas, il se constitue une exploitation agricole dans laquelle il possède et fait travailler des esclaves.
Il dirige ensuite d'une ménagerie dans le village d'Ouassa, situé au bord de l'Oyapock,. Elle devient prospère grâce au travail des Autochtones Galibis.
En janvier 1786, il représente son quartier au sein de l'assemblée coloniale siégeant à Cayenne.
Au début de la Révolution, les idéaux sont arrivés jusqu'aux esclaves, dont certains se révoltent afin d'obtenir leur liberté. C'est le cas à l'Approuague en décembre 1790, où la troupe est envoyée pour mater la rébellion. Le 7 janvier 1791, André Pomme, alors président en exercice de l'assemblée coloniale, félicite les officiers, sous-officiers et soldats pour leur conduite face aux « perfides esclaves ».

### Représentant en métropole des colons de Guyane
En septembre 1791, les membres de l'assemblée coloniale le désigne comme émissaire pour porter leurs revendications autonomistes en métropole. En février 1792, il embarque avec sa compagne mulâtresse, et le 7 juin 1792, ils arrivent à Paris. Il adopte alors le surnom de l'Américain, afin d'éviter la confusion avec des homonymes d'Arles, et pour se donner une aura démocratique, le terme évoquant aussi les vainqueurs de Yorktown. Parmi les demandes qu'André Pomme et son suppléant, Bagot, portent auprès des autorités, l'empêchement de la vente par l'État du domaine foncier de La Gabrielle, habitation coloniale où La Fayette expérimentait un affranchissement graduel des esclaves.
Pomme et Bagot sont consulté au sujet de la possibilité d'exiler les religieux insermentés en Guyane. Ils suggèrent alors, afin d'isoler les proscrits et d'éviter qu'ils ne poussent les populations à la révolte, de les installer dans un vieux fort portugais situé à l'embouchure de la rivière Macary. Sur place, des tâches agricoles seraient données aux prêtres. Finalement, c'est le site de Sinnamary qui sera choisi pour les déportations, qui concerneront plus de prisonniers politiques que de religieux.

### Député de la Convention
Le 22 août 1792, une loi autorise les colonies à élire leurs représentants à la Convention nationale. Le 24 novembre 1792, l'assemblée coloniale de Guyane, réunie en l'église Saint-Sauveur, l'élit député,. Siégeant à partir du 10 avril 1793, il rejoint les rangs de la Montagne et intervient quelques fois à la tribune. Le 17 avril, lors de la discussion sur la rédaction d'une nouvelle déclaration des droits de l'homme, il propose l'introduction d'une référence à l'Être suprême. Le 25 avril, il est adjoint au Comité colonial.
Le 6 août 1793, un décret l'envoie avec Laurent Servière dans l'Hérault et les départements voisins afin de recruter des troupes et récupérer des fonds auprès de diverses caisses publique. Il intervient ainsi dans les Bouches-du-Rhône en octobre. Sur place, il est chargé des approvisionnements et d'arrêter les fédéralistes. Le 18 brumaire an II (12 novembre), les deux hommes annoncent de Marseille leur retour à Paris, intervenu quatre jours plus tard, selon le compte-rendu présenté par Pomme en l'an III.
Le 1er novembre 1793, il est nommé à la commission de la marine. L'année suivante, le 4 février 1794, l'esclavage est aboli dans les colonies françaises par la convention montagnarde. André Pomme est privé de ses nègres, sans indemnité.
Le 17 pluviôse an II (5 février 1794), il est nommé par décret représentant en mission à l'armée des côtes de Cherbourg pour l'embrigadement des troupes et l'organisation du gouvernement révolutionnaire. Grâce à un système de primes et de secours aux familles qu'il met en place, il accroit l'effectif de 800 hommes. Le 30 germinal (19 avril), le Comité de salut public le rappelle par arrêté avec huit autres représentants. Toutefois, le 17 floréal (6 mai), il diffère ce rappel, lui demandant d'enquêter sur l'esprit public à Caen. De là, il se plaint à Paris de la persistance des habitudes catholiques chez les Normands : « Le Cy-devant dimanche est chaumé (sic) comme par le passé ». De nouveau rappelé par lettre du Comité de salut public du 14 messidor (2 juillet), il est de retour à Paris le 29 messidor (17 juillet).
Entre temps, en avril 1794, son père Pierre Pomme est poursuivi par la vindicte des Arlésiens. Arrêté à Uzès, il est transféré à Arles. Grâce à son fils Antoine, il échappe à la peine de mort mais reste emprisonné jusqu'au 19 août 1794.
Le 22 brumaire an III (12 novembre 1794), un décret l'envoie aux ports de Honfleur, Cherbourg, Port-Malo (Saint-Malo), Nantes et Paimbœuf, où il se charge de d'approvisionner la marine et ravitailler Paris, en utilisant les denrées coloniales et autres marchandises entreposées dans les dépôts de la Nation. Il y dénonce les intrigants cherbourgeois « qui, se disant patriotes, s'affublent de bonnets rouges et arrêtent les citoyens à tort et à travers ». À Nantes le 14 floréal (3 mai 1795), il est de retour à Paris dix jours après.

### Député au Conseil des Cinq-Cents
Élu au Conseil des Cinq-Cents conformément au décret des deux tiers en brumaire an IV, il intervient à plusieurs reprises pour défendre les intérêts des colonies et attaquer la conduite de l'agent du Directoire exécutif à Cayenne. Après le coup d'État du 18 fructidor an V, qu'il soutient afin d'écarter les royalistes, il dénonce l'Arlésien François Blain, député des Bouches-du-Rhône.
Le 12 septembre 1797, il est envoyé une fois de plus à la commission des colonies. Encore soucieux des intérêts de la Guyane, il plaide pour la suppression de la déportation dans cette colonie, y sollicite en l'an VI une dispense d'impôts, ou critique les agissements du directoire exécutif de Cayenne.

### Agent maritime
Sorti du Conseil le 20 mai 1798, il est nommé le 8 prairial (27 mai) agent maritime à Ostende, port belge du département de la Lys. Il y dirige notamment la réparation d'écluses mises à mal par les Anglais.
Après le coup d'État du 18 brumaire (9 novembre 1799), il écrit au second consul, Cambacérès, pour lui signifier son adhésion à l'ordre nouveau, et organise à Ostende une fête nautique pour fêter l'événement.

### Retour à Arles
En 1802, il retourne à Arles. Dépourvu de retraite, son père lui alloue une rente annuelle de 1 250 francs. En l'an XIII (1804-1805), il adresse au ministère de la Marine une demande d'emploi, sans succès. Ce refus est un désaveu pour le quinquagénaire, ancien jacobin, et défroqué. Le 16 octobre 1806, celui qui se désigne désormais sous le nom de « Pomme cadet » réitère en vain sa demande de pension.
Pendant sa période d'inactivité, il devient le 27 mai 1809 le père d'un garçon, Anne François Félix. La mère est sa jeune domestique Marthe Ernut.
Pendant les Cent Jours, dont il devient brièvement le maire d'Arles le 30 avril 1815, comme son père avant lui, dix-huit ans plus tôt. À la mort de ce dernier, le 7 avril 1814, André Pomme hérite du mas des Flammes, du jardin de Rochefleur, consacré à l'agrément, d'un verger et une vigne en Crau, de meubles et de rentes, le tout estimé pour le fisc à quelque 66 000 francs.
Le 9 janvier 1819, à Arles, il épouse Marthe Ernut.
En 1830, il devient conseiller municipal de sa ville jusqu'en 1832, année de la mort de sa femme. Lui-même décède dix ans plus tard, le 23 décembre 1842, à l'âge de 86 ans,.

## Sources
- Michel Biard, Missionnaires de la République, Paris, CTHS, 2002 ; Seconde édition modifiée et enrichie, Paris, Vendémiaire, 2015, 478 p.  (ISBN 978-2-36358-185-3).
- « André Pomme », dans Adolphe Robert et Gaston Cougny, Dictionnaire des parlementaires français, Edgar Bourloton, 1889-1891 [détail de l’édition], tome 5, p. 14.
- Max Daniel, 1792 : Diable s'appelait André Pomme, auto-édition, 2013, 162 p. (ISBN 2312006928)